# Wolfgang Kraus (Fußballspieler, 1953)
Wolfgang Kraus (* 20. August 1953 in Frankfurt am Main) ist ein ehemaliger deutscher Fußballspieler und -manager.

## Karriere

### Vereine
Mit 18 Jahren erhielt Wolfgang Kraus einen Lizenzspieler-Vertrag bei Eintracht Frankfurt und kam erstmals am 3. Juni 1972 (32. Spieltag) bei der 3:6-Niederlage beim FC Bayern München – in der 81. Minute für Thomas Rohrbach eingewechselt – zum Einsatz. Sein erstes Bundesligator datiert vom 5. Oktober 1974 (7. Spieltag), als der Eintracht mit dem 9:1-Heimerfolg über Rot-Weiss Essen der bis heute höchste Sieg in der Bundesliga gelang.
Zur Saison 1979/80 wechselte Kraus zum FC Bayern München, für den er erstmals am 11. August 1979 (1. Spieltag) gegen Bundesliga-Neuling Bayer 04 Leverkusen – in der 81. Minute für Wolfgang Dremmler eingewechselt – zum Einsatz kam. Für die Bayern absolvierte er 138 Liga- (17 Tore), 8 DFB-Pokal- (2 Tore) und 35 Europapokalspiele (5 Tore).
Von 1984 bis 1986 spielte er für den FC Zürich in der Schweizer Nationalliga A und kehrte für eine Saison zurück nach Frankfurt, für die er noch einmal 15 Spiele bestritt und ein Tor erzielte. Sein letztes Spiel fand am 29. November 1986 (16. Spieltag) bei der 0:1-Heim-Niederlage gegen den FC Schalke 04 statt. Für Eintracht Frankfurt absolvierte er insgesamt 188 Liga- (30 Tore), 23 DFB-Pokal- (7 Tore) und 13 Europapokalspiele (5 Tore).

### Nationalmannschaft
Kraus absolvierte zehn Länderspiele für die Amateur-Nationalmannschaft, erstmals am 6. Dezember 1972 in Hertogenbosch bei der 1:2-Niederlage gegen die Niederlande, letztmals am 26. Februar 1975 in Mannheim bei der 0:2-Niederlage gegen Frankreich. In der B-Nationalmannschaft wurde er am 5. und 12. Juni 1977 eingesetzt: 4:1- bzw. 3:1-Sieg über die U.S.A. (in Chicago) bzw. Honduras (in Tegucigalpa).

### Management
Der Routinier wechselte mitten in der Saison 1986/87 von seinem Stammplatz im Mittelfeld auf den Managerposten bei Eintracht Frankfurt, den er bis September 1988 innehatte. Kraus erreichte damit vorzeitig sein Berufsziel, einmal Manager des hessischen Bundesligisten zu werden. Der gelernte Kaufmann hatte bei seinen eigenen Vertragsverhandlungen schon als Spieler großes Verhandlungsgeschick bewiesen, was auch für seine neue Aufgabe nützlich war.
Er scheiterte jedoch nach weniger als zwei Jahren. Hintergrund der Entlassung war der Verkauf des Starspielers und Publikumslieblings Lajos Détári. Die erste Ausfertigung der fristlosen Kündigung seines Managervertrages bei Eintracht Frankfurt wurde durch ein offen stehendes Toilettenfenster eingeworfen, die zweite wurde ordnungsgemäß überbracht.

## Erfolge
- Deutscher Meister 1980, 1981 mit dem FC Bayern München
- DFB-Pokal-Sieger 1974, 1975 mit Eintracht Frankfurt, 1982, 1984 mit dem FC Bayern München
- DFB-Supercup-Sieger 1982 (inoffiziell) mit dem FC Bayern München
- Finalist im Europapokal der Landesmeister, (am 26. Mai 1982 Aston Villa mit 0:1 unterlegen)

## Sonstiges
- Wolfgang Kraus ist der Sohn des Frankfurter Fußballers Willi, genannt „Scheppe“ Kraus, der nach dem Zweiten Weltkrieg vor allem für Eintracht Frankfurt, wo er als ‚Tormacher‘ bezeichnet wurde, und später den FSV Frankfurt spielte, dazwischen für Alemannia Aachen.